# مارسيل روي
مارسيل روي (بالفرنسية: Marcel Roy) (و. 1942  م) هو راكب دراجة هوائية كندي، ولد في مدينة كيبك، شارك في الألعاب الأولمبية الصيفية 1968.

## روابط خارجية
- مارسيل روي على موقع أرشيف الدراجات (الإنجليزية)
- مارسيل روي على موقع إحصائيات الدراجات الإحترافية (الإنجليزية)
- مارسيل روي على موقع أوليمبيديا (الإنجليزية)
- مارسيل روي على موقع اللجنة الأولمبية الكندية (الإنجليزية)